# Voice of a Murderer
Pour plus de détails, voir Fiche technique et Distribution.
Voice of a Murderer (그놈 목소리, Geunom moksori) est un film sud-coréen réalisé par Park Jin-pyo, sorti en 2007.

## Synopsis
Sang-woo, le fils de 9 ans du célèbre présentateur du journal télévisé Han Kyung-bae, disparaît sans laisser de trace. Il reçoit un appel téléphonique exigeant une rançon de 100 000 dollars. Oh Ji-sun, la mère de l'enfant, implique la police.

## Fiche technique
- Titre : Voice of a Murderer
- Titre original : 그놈 목소리 (Geunom moksori)
- Réalisation : Park Jin-pyo
- Scénario : Park Jin-pyo
- Musique : Lee Byung-woo
- Photographie : Kim Woo-hyung
- Montage : Kim Mi-joo
- Production : Eugene Lee
- Société de production : Zip Cinema
- Pays :  Corée du Sud
- Genre : Policier, drame, thriller
- Durée : 782 minutes
- Dates de sortie : 
  -  Corée du Sud : 1er février 2007

## Distribution
- Seol Kyeong-gu : Han Kyung-bae
- Kim Nam-ju : Oh Ji-sun
- Kang Dong-won : le kidnappeur (voix)
- Kim Yeong-cheol : le détective Kim Wook-joong
- Song Young-chang : le capitaine No
- Kim Hae-gon : le caissier de la banque
- Jeon Hye-jin : Lee Ae-sook
- Yun Je-mun : le prêtre
- Choi Jeong-yun : Ha Joo-won
- Kuk Dong-suk : le chauffeur de taxi
- Na Moon-hee : la grand-mère
- Go Soo-hee : Cha Soo-hee
- Kim Young-pil : Han In-seok

## Distinctions
Le film a été nommé pour trois Blue Dragon Awards.